# Troldmandens lærling
 For alternative betydninger, se Troldmandens lærling (flertydig). (Se også artikler, som begynder med Troldmandens lærling)
Troldmandens lærling er den danske titel på et digt af Goethe, Der Zauberlehrling, skrevet i 1797. Digtet er en ballade på fjorten stanzer.
Den ældste version af sagnet findes hos Lukian, hvor troldmanden er en egyptisk magiker ved navn Pankrates.

## Historie
| „ | Heksemesteren, den sære gamle, er en tur sig gået. Nu skal jeg hans ånder lære, at jeg kunsten har forstået. På hans ord og fagter gav jeg nøje agt. Løndomsfulde magter, bøj jer for min magt. | “ |
|   | — Oversættelse fra tysk af Peter Andreas Rosenberg (1858-1935) |   |

Digtet tager sin begyndelse som den gamle troldmand (Hexenmeister) tager på en rejse og efterlader sin lærling med en række opgaver, han skal udføre. Lærlingen bliver dog hurtigt træt af at bære vand, og forhekser derfor en kost til at udføre arbejdet for ham. Uheldigvis er han ikke så velbevandret i magi, og gulvet oversvømmes snart af vand. Lærlingen opdager med forfærdelse, at han ikke har lært at standse kosten.
I desperation kløver lærlingen kosten i to med sin økse, men dermed forvandles kosten til to, der begge henter vand. Da alt synes fortabt, kommer den gamle troldmand hjem og får sat en stopper for det hele. Digtet afsluttes ved at den gamle troldmands udsagn om at magtfulde ånder kun burde påkaldes af troldmanden selv.

## Dukas & Disney
I 1897, et århundrede efter Goethes originaludgivelse, genfortolkede den franske komponist Paul Dukas Goethes digt i en 10 minutters symfoni, L'apprenti sorcier (= Troldmandens lærling). Dukas gendigtning blev 40 år senere gjort til genstand for Walt Disneys meget roste tegnefilm Fantasia. 60 år senere blev sekvensen genbrugt i Fantasia 2000. Victor Staub stod for en transkription til klaver.